# Фунікулер Люблянського замку

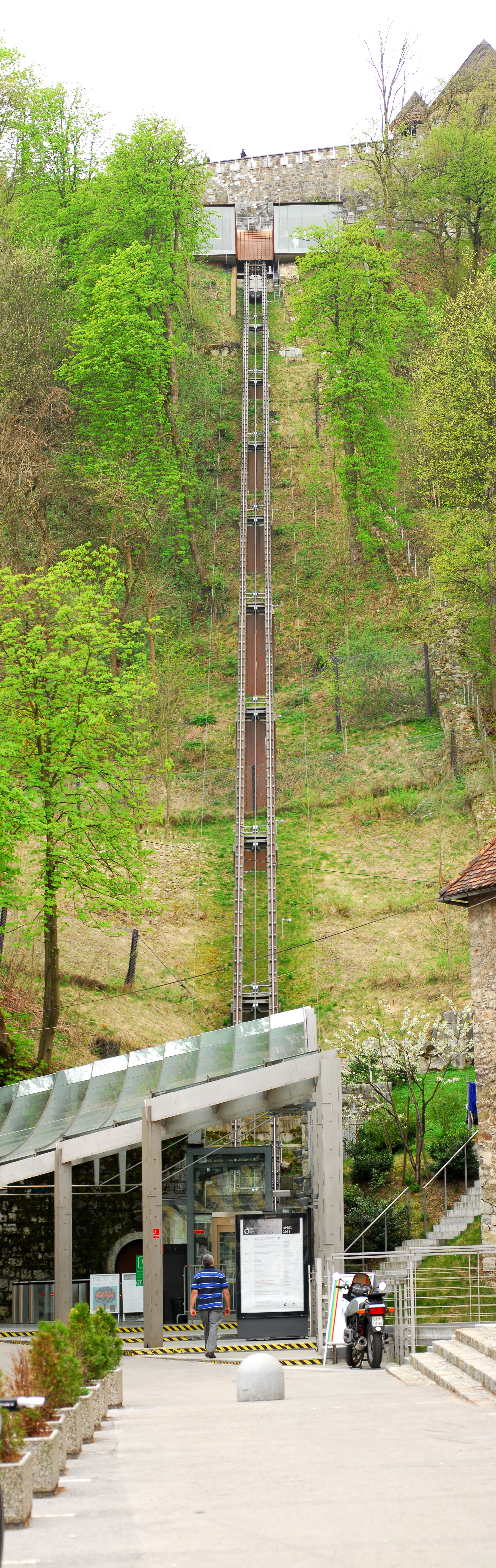
Фунікулер до Люблянського замку

Фунікулер Люблянського замку (словен. Ljubljanska vzpenjača) — лінія фунікулеру у Любляні, Словенія. Споруджено для перевезення відвідувачів Люблянського замку. Прямує від площі Крек (біля Центрального ринку Любляни) до Люблянського замку.
Будівництво було розпочато в 2000 році, завершення будівництва наприкінці 2006 року. Кошторисна вартість робіт — 7,2 мільйона євро.
Щорічно перевозиться понад 200000 відвідувачів. В грудні 2010 року, фунікулер перевіз мільйонного пасажира.
Перепад висот на трасі фунікулера становить 70 метри. Кабіна може вмістити до 33 пасажирів, поїздка займає одну хвилину. Перші відвідувачі були перевезені 28 грудня 2006 року — 10 січня 2007 року безкоштовно, але на 2017 рік плата за проїзд для дорослої людини становить 2,20 євро.

## Галерея

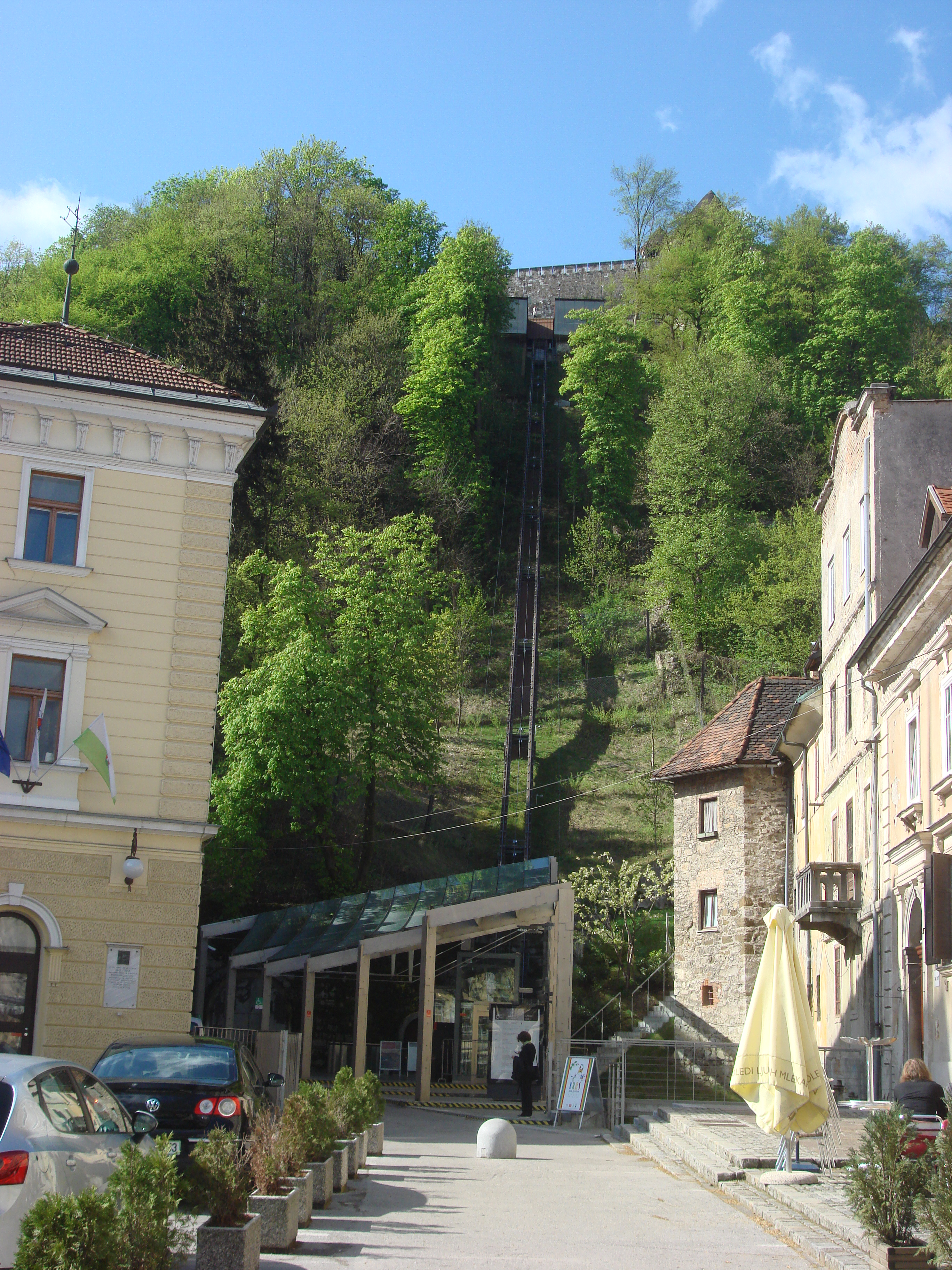
Нижня станція фунікулеру на площі Крек
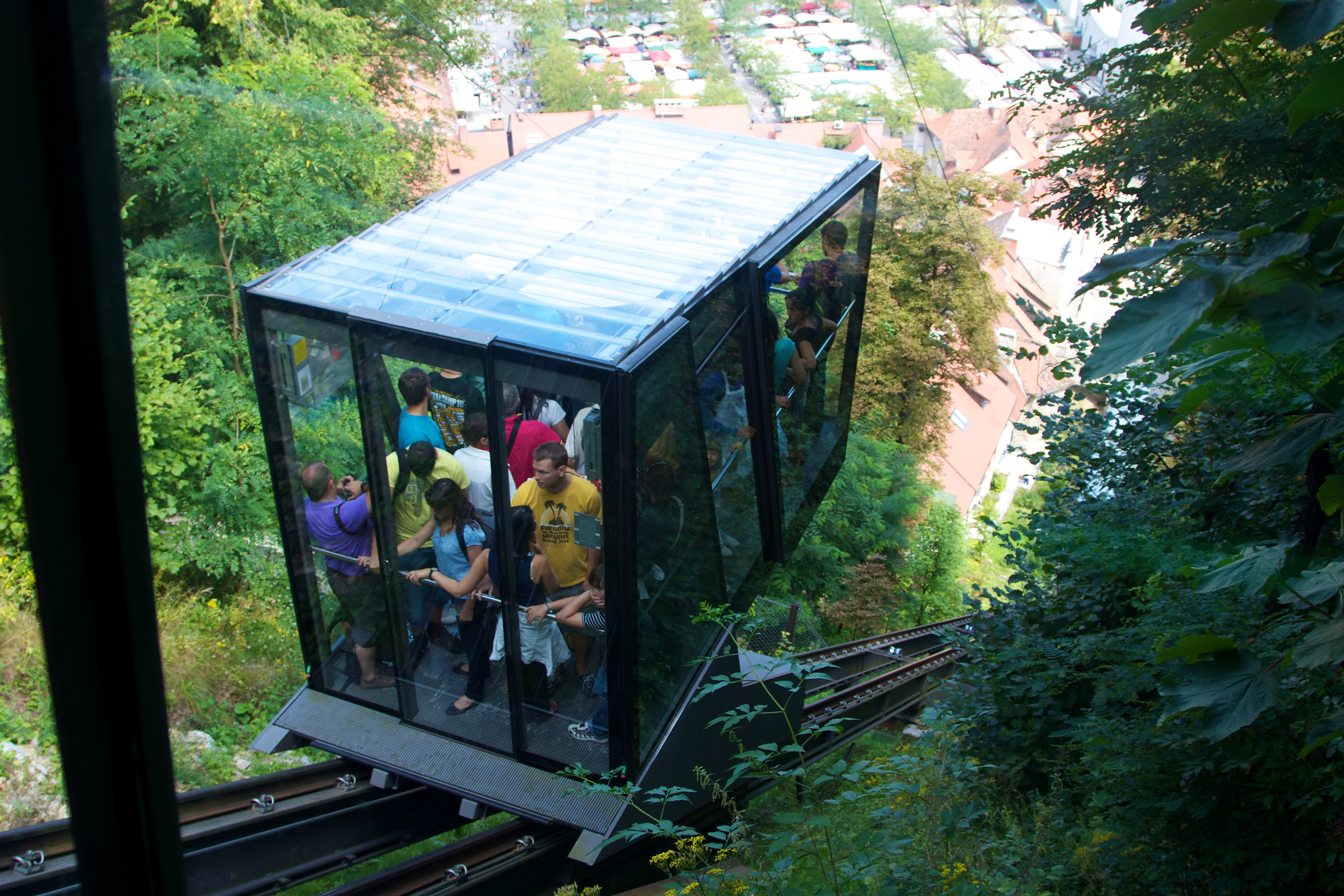
Вагон люблянського фунікулеру